# اس‌ام یو-۸۲
اس‌ام یو-۸۲ (به انگلیسی: SM U-82) یک زیردریایی بود که طول آن ۷۰٫۰۶ متر (۲۲۹٫۹ فوت) بود. این زیردریایی در سال ۱۹۱۶ ساخته شد.